# Saboteur II: Avenging Angel
Saboteur II: Avenging Angel, також відома як Saboteur 2 — пригодницька відеогра, створена Клайвом Таунсендом і випущена Durell Software 1987 року для ZX Spectrum, Amstrad CPC, Commodore 64 та операційних систем, сумісних із MS-DOS.
Є сиквелом гри Saboteur 1985 року, де гравець грає за сестру ніндзя з першої гри з метою помститися за його смерть. Saboteur II є однією з перших пригодницьких ігор із жінкою-протагоністом.

## Ігровий процес
Гра починається з падіння на будівлю з дельтаплана. Потім гравець має шукати в командному центрі ящики з припасами, уникаючи або вбиваючи пум та роботів-охоронців. Деякі з ящиків містять один із 14 шматочків перфострічки, які на деяких рівнях потрібно зібрати та віднести до комп'ютерного термінала. Коли буде зроблено, гравець має пробратися до нижньої центральної частини печер і втекти на мотоциклі, який можна знайти там. Загалом місцевість охоплює понад 700 комп'ютерних екранів. Є дев'ять місій зі зростанням складності (під кодовими назвами Рін, Кьо, То, Ша, Кай, Джин, Рецу, Зай і Дзен), кожна з яких має більше цілей (наприклад, зібрати більше шматків перфострічки або відключити електрифіковану огорожу, яка захищає тунель).
У грі є два непомітні способи допомоги гравцеві:
- на екрані завантаження на задньому плані показано будівлю, де кожному екрану відповідає піксель;
- існує прихований екран, після відвідування якого гравець отримує нескінченну енергію[6]. Цей екран настільки добре прихований, що його не було на деяких картах, надрукованих у комп'ютерних журналах того часу, але він присутній на екрані завантаження[7][8][9][10].

## Сюжет
Гравець керує жінкою-ніндзя на ім'я Ніна (сестра Ніндзя, загиблого героя оригінальної Saboteur), яка має увірватися до диктаторського секретного комплексу, щоб змінити курс ядерної балістичної ракети, а потім утекти. Командний центр противника та офісний комплекс збудовано на вершині гори, заповненої тунелями та печерами. Будівля збройового складу розташована у верхньому лівому куті гори, ракетний бункер у верхньому правому куті, тоді як центральна верхня зона все ще будується; є лише один вихід з гори через довгий тунель внизу ліворуч.

## Розробка та випуск
Saboteur II була однією з перших пригодницьких ігор із жінкою-протагоністом. За словами Люка Планкетта з Kotaku, «для серйозної гри, випущеної 1987 року, це було великою справою, особливо тому, що вона не була принцесою або персонажем мультфільму. Вона була ніндзя». Дизайнер гри Клайв Таунсенд сказав, що це було свідоме рішення:
|  | Я хотів чогось оригінального, і це дуже відрізнялося від більшості інших ігор. Зараз, після Tomb Raider, це стало прийнятним, але тоді це було трохи дивно. Чому ніндзя не може бути жінкою?Оригінальний текст (англ.) I wanted something original, and it seemed quite different to most other games. It’s become acceptable now after Tomb Raider, but at the time it was a bit strange. Why shouldn’t ninja characters be female? |

Проте, у версії для ПК на обкладинці зображено чоловіка-ніндзя. Таунсенд змалював зображення персонажа для екрана завантаження гри з еротичного журналу. За Saboteur II мав вийти скасований Saboteur 3D для ZX Spectrum, який мав ізометричну перспективну графіку.
Попри те, що чотири випущені формати дуже відрізняються апаратно і програмно, усі версії виглядали та працювали майже однаково. Зазвичай майже неможливо відрізнити версії для Amstrad CPC, PC і Commodore 64 (на ZX Spectrum траплявся конфлікт кольорів). Гру перевидали Hit-Pak у 1988 році та Encore у 1989 році. 1993 року її також додано як бонус до випуску Zzap!64.

## Реакція
Початкові відгуки про гру були позитивними. Наприклад, Філ Саут із Your Sinclair висловив думку, що гра була «гарним сиквелом, але, можливо, що важливіше, це гарна гра сама по собі. Saboteur був оригінальним твістом на старому платформерному рифі, тож Sab II став подвійним твістом із сальто назад і лейгер-чейзером!». Після перевипуску гри 1989 року Маркус Беркманн із Your Sinclair написав, що
|  | «якщо зараз вона, можливо, тримається не надто добре, це все одно досить цікава гра «бігай і штовхай» із жінкою-героєм.Оригінальний текст (англ.) if it doesn't perhaps hold up too well now, it's still an entertaining enough chase-and-kick 'em up with the novelty of a female hero. |

## Спадщина
Рімейк гри із деякими доповненнями, як-от нова графіка, багато реміксів оригінальної музики тощо вийшов 2019 року, через 32 роки після виходу оригінальної гри, на Steam, Nintendo Switch, PS4 і Xbox One.
У 2021 році Deep Cover (приквел Saboteur 2 для ZX Spectrum 128) отримав нагороду як найкраща текстова пригодницька гра на Planeta Sinclair «Гра року».
Після виходу ремейку планується два продовження: Saboteur SiO (2020) і Saboteur ZERO (кінець 2022).
Все зазначене вище створив автор оригінальної Saboteur.